# Nepal en los Juegos Olímpicos de Salt Lake City 2002
Nepal estuvo representado en los Juegos Olímpicos de Salt Lake City 2002 por un deportista masculino que compitió en esquí de fondo.
El portador de la bandera en la ceremonia de apertura fue el esquiador de fondo Jay Khadka. El equipo olímpico nepalí no obtuvo ninguna medalla en estos Juegos.